# John Bell (Politiker, 1765)

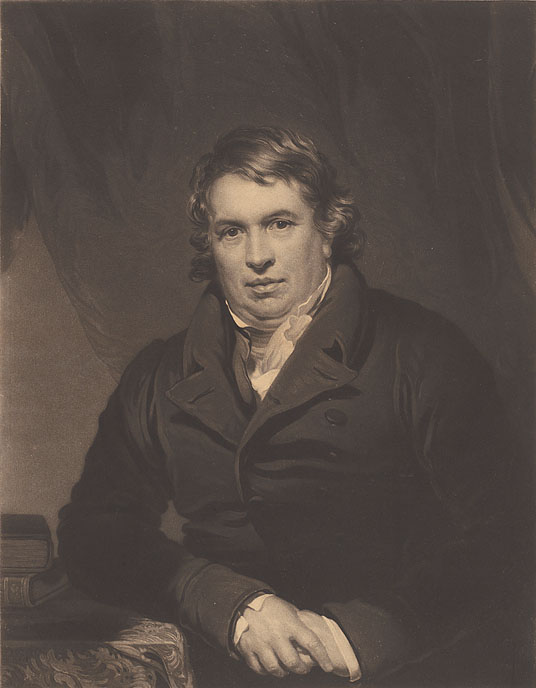
John Bell

John Bell (* 20. Juli 1765 in Londonderry, Rockingham County, New Hampshire Colony; † 23. März 1836 in Chester, New Hampshire) war ein US-amerikanischer Politiker und von 1828 bis 1829 Gouverneur des Bundesstaates New Hampshire.

## Frühe Jahre und politischer Aufstieg
John Bell besuchte die örtlichen Schulen seiner Heimat. Zwischen 1799 und 1800 war er Abgeordneter im Repräsentantenhaus von New Hampshire sowie von 1803 bis 1804 war er Mitglied des Senats von New Hampshire. Danach war er von 1817 bis 1823 Berater der Regierung seines Staates, ehe er zwischen 1823 und 1828 als Sheriff Leiter der Polizei im Rockingham County wurde. In diesen Jahren befand sich die Parteienlandschaft in den Vereinigten Staaten im Umbruch. Die zuvor allein dominierende Demokratisch-Republikanische Partei spaltete sich in zwei Fraktionen, wobei die Anhänger von Andrew Jackson bald die Demokratische Partei gründeten. Die andere Fraktion, der auch John Bell angehörte, nannte sich National Republican Party. Diese Gruppe orientierte sich an John Quincy Adams und wurde zur Vorläuferin der Whig Party. Im Jahr 1828 wurde Bell als Kandidat der Nationalrepublikaner gegen den Amtsinhaber Benjamin Pierce zum neuen Gouverneur seines Staates gewählt.

## Gouverneur von New Hampshire
John Bell trat sein neues Amt am 5. Juni 1828 an. In seiner einjährigen Amtszeit wurde die Exeter Savings Bank gegründet und neue experimentelle Landwirtschaftsmethoden eingeführt. Außerdem entstanden im ganzen Staat neue Schulen und die Produktionsleistung innerhalb des Staates New Hampshire wurde, auch mit Hilfe des Staates, gesteigert. Im Jahr 1829 unterlag Bell gegen Pierce, der damit wieder das Amt des Gouverneurs übernahm. John Bell schied am 4. Juni 1829 aus seinem Amt aus.

## Weiterer Lebenslauf
Nach seiner Wahlniederlage zog sich Bell aus der Politik zurück und widmete sich seinen privaten Interessen, wozu vor allem die Landwirtschaft gehörte. John Bell starb im März 1836. Mit seiner Frau Persis Thom hatte er zehn Kinder. Der Sohn Charles (1823–1893) war im Jahr 1879 für kurze Zeit US-Senator und von 1881 bis 1883 ebenfalls Gouverneur von New Hampshire. John Bells Bruder Samuel (1770–1850) war von 1819 bis 1823 Gouverneur dieses Staates und danach von 1823 bis 1835 US-Senator.